# Astrum Argentum

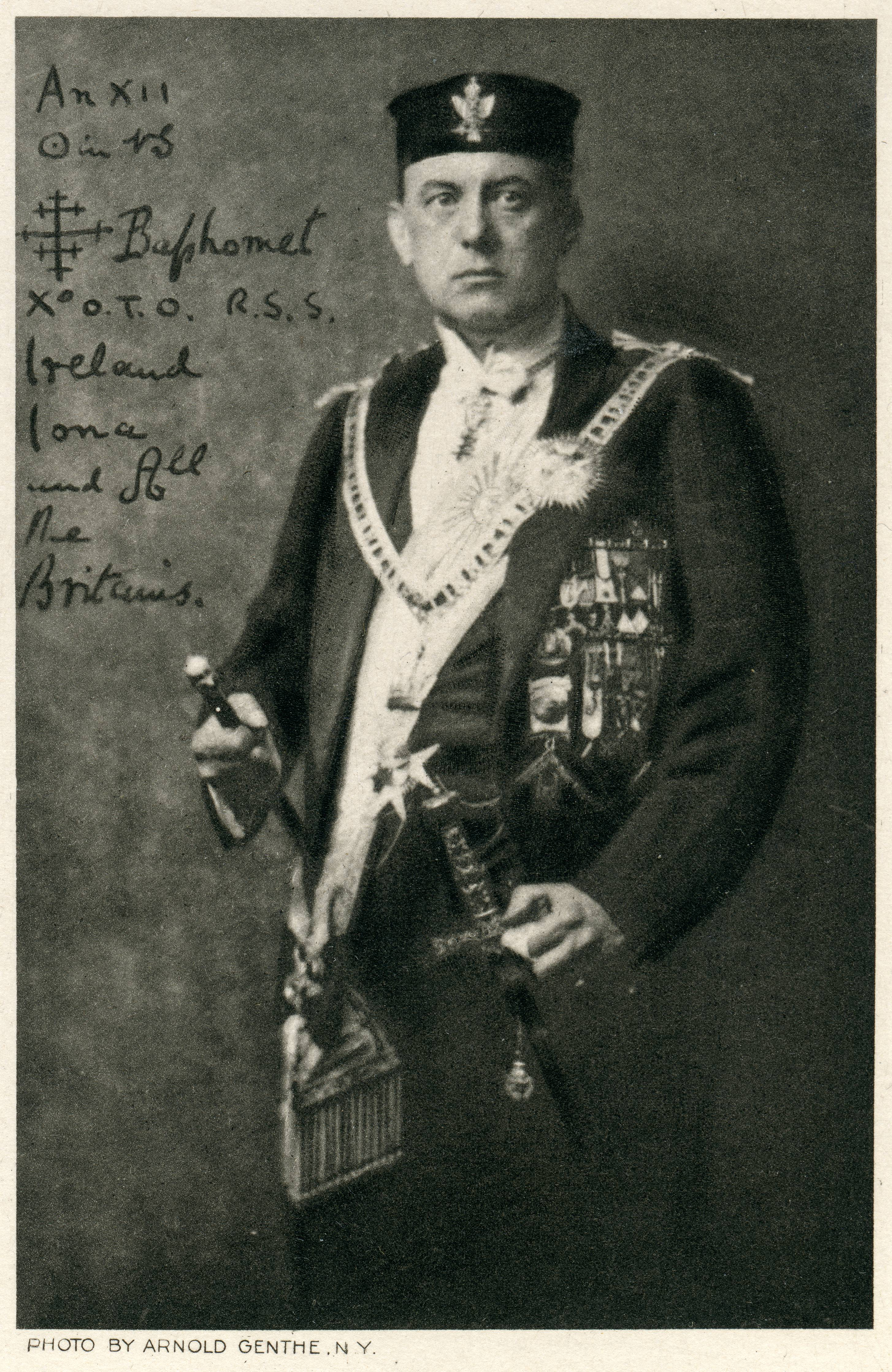
Le fondateur de l'Ordre, Aleister Crowley.

 (mai 2025).
Si vous disposez d'ouvrages ou d'articles de référence ou si vous connaissez des sites web de qualité traitant du thème abordé ici, merci de compléter l'article en donnant les références utiles à sa vérifiabilité et en les liant à la section « Notes et références ».
L'Argentum Astrum, connu également sous le nom de Astrum Argentum,  (Latin pour « étoile d'argent »), ou simplement A∴A∴, est un ordre magique créé par Aleister Crowley en 1907 après son départ de l'Ordre hermétique de l'Aube dorée (The Hermetic Order of the Golden Dawn in the Outer). Cet Ordre reprend les bases de la Golden Dawn, mais modifie le centre de sa doctrine en remplaçant le dieu Osiris par son fils Horus qu'il nomme, à la suite de la révélation du Livre de la Loi, l'Æon d'Horus (en).

## Ordre thélémite
Il constitue un ordre thélémite magique fraternel dont les buts sont la poursuite de la Connaissance et la réalisation du Grand Œuvre Magique. Fortement influencé par Aleister Crowley et son Liber AL vel Legis (Livre de la Loi). 
De nombreux lignages de l'A∴A∴ prétendent dériver de ses fondateurs Aleister Crowley et George Cecil Jones (en) (1873-1960). Un de ces lignages est celui fondé par l'actrice Jane Wolfe (1875-1958, connue sous le nom mystique de Soror Estai). Un autre lignage est répandu parmi les élèves de Marcelo Ramos Motta (en) (1931-1987), disciple de Karl Germer (en) (1885-1962), qui étudia sous la direction d'Aleister Crowley (1875-1947). 
L'A∴A∴ est presque unique en son genre dans le sens où les membres ne connaissent officiellement que l'autre membre au-dessus de lui et celui en dessous de lui dans la chaîne d'instruction initiatique. Il n'existe aucun rituel de groupe et les membres sont censés travailler seuls, ne consultant leur supérieur dans l'Ordre que si le besoin s'en fait sentir. 
L'A∴A∴ prétend être une organisation spirituelle concentrée sur l'illumination des individus, avec un très fort accent sur le maintien de la chaîne initiatique maître-élève. 
Tous les membres de l'A∴A∴ doivent entreprendre certaines tâches dont :
- la découverte de sa propre volonté véritable,
- l'acceptation du Livre de la Loi comme seul guide dans la vie,
- la reconnaissance du mot de la Loi qui est θελημα (télêma),
- la connaissance et la conversation avec son Saint Ange Gardien.

## Structure initiatique
L'A∴A∴ comprend onze grades répartis en degrés préparatoires et en trois ordres initiatiques, dont deux proviennent de l'Aube Dorée.

### Degrés préparatoires
- L'Étudiant dont le but est d'acquérir la connaissance intellectuelle du système magique.
- Le "Probationer" (0°=0) : grade auquel le candidat doit prouver sa capacité à réaliser le Grand Œuvre.

### L'Ordre de la G∴D∴ (Aube Dorée)
- Le Néophyte (1°=10) : grade qui voit prendre place la première véritable initiation et dans lequel le candidat est placé dans les conditions spirituelles adéquates afin d'évoluer au sein de l'Ordre.
- Le Zelator (2°=9) : son œuvre principale est de réussir l'Asana et le Pranayama.
- Le Practicus (3°=8) : grade de l'étude de la Kabbale.
- Le Philosophus (4°=7)
- Dominus Liminis : pont qui connecte l'Ordre de la G∴D∴ et celui de la R∴C∴.

### L'Ordre de la R∴C∴ (Rose-Croix)
- L'Adeptus Minor (5°=6).
- L'Adeptus Major (6°=5).
- L'Adeptus Exemptus (7°=4).
- Enfant de l'Abysse qui n'est pas un grade à proprement parler mais un passage entre les deux ordres.

### L'Ordre de l'Étoile d'Argent
- Le Magister Templi ou Maître du Temple (8°=3).
- Le Magus ou "Mage" (9°=2).
- L'Ipsissimus (10°=1).

## Membres connus
- Frank Bennett (1868-1930)
- John Frederick Charles Fuller (1878-1966)
- Karl Germer (1885-1962)
- Marcelo Ramos Motta (1931-1987)
- Israel Regardie (1907-1985)
- Austin Osman Spare (1886-1956)

#### Liens généraux
- Thelemapedia, l'Encyclopédie de Thelema & de la Magick

- Notices d'autorité :   - VIAF
  - LCCN
  - GND
  - WorldCat

#### Liens vers les deux principaux lignages
- thelema.org, ordoaa.org - Jane Wolfe lignage dérivant de Crowley.
- aathelema.org - Ray Eales Lignage dérivant de Motta.
- astrumargentum.org - Motta Lignage de Motta.
- astrumargentum.org.br - Frater B Lignage de F. B. via frater Aureus.